# 圣旺达泰
圣旺达泰（法語：Saint-Ouen-d'Attez，法語發音：[sɛ̃.t‿wɛ̃ date]）是法国厄尔省的一个旧市镇，属于埃夫勒区。该旧市镇总面积9.51平方公里，2009年时的人口为272人。

## 人口
圣旺达泰人口变化图示